# Stav Lemkin
Stav Lemkin (hebräisch סתיו למקין; * 2. April 2003 in Tel Aviv) ist ein israelisch-spanischer Fußballspieler, der auch die griechische Staatsbürgerschaft innehat.

## Karriere

### Verein
Aus der U19 von Hapoel Tel Aviv rückte Lemkin im April 2022 in den Kader der ersten Mannschaft auf. Dort gab er am 2. April 2022 bei einem 2:1-Sieg über Bnai Sachnin in der Meisterrunde sein Ligadebüt. Zur Saison 2023/24 wechselte er in die Ukraine zu Schachtar Donezk. Im Sommer 2025 folgte ein weiterer Wechsel zum FC Twente Enschede.

### Nationalmannschaft
Nach einer Partie mit der israelischen U16 und einigen Freundschaftsspielen mit der U17 kam Lemkin von August 2021 bis Juli 2022 in der U19 zum Einsatz. Dort war er im Kader bei der Europameisterschaft 2022, bei der er mit seiner Mannschaft im Finale gegen England mit 1:3 nach Verlängerung England unterlag. Mit der U20 nahm er an der Weltmeisterschaft 2023 teil, wo er einzig im Spiel um Platz drei nicht zum Einsatz kam.
Ab Juni 2022 kam Lemkin in der U21 zum Einsatz. Nach einigen Qualifikations- und Freundschaftsspielen gehörte er zum Kader bei der Europameisterschaft 2023, wo er in allen Partien eingesetzt wurde. Israel schied im Halbfinale mit einem 0:3 gegen England aus dem Turnier aus. Am 9. September 2023 folgte sein Debüt im Trikot der A-Nationalmannschaft bei einem 1:1 gegen Rumänien in der Qualifikation für die Europameisterschaft 2024, als er zur 77. Minute für Sean Goldberg eingewechselt wurde.